# Sanjuro
Sanjuro (椿三十郎, Tsubaki Sanjūrō) és una pel·lícula japonesa de 1962 del gènere jidaigeki dirigida per Akira Kurosawa. Protagonitzada per Toshirō Mifune, està basada en la novel·la Hibi Heian ("Dies Pacífics") de Shūgorō Yamamoto. És una seqüela de Yojimbo, la pel·lícula de Kurosawa de 1961.

## Trama
Nou joves samurais decideixen enfrontar la corrupció en el seu clan però són emboscats per les mateixes forces corruptes amb les quals pretenen enfrontar-se. La seva ingenuïtat i indefensió fa que es guanyin la simpatia d'un rōnin rodamón de personalitat amarga i pragmàtica (Toshirō Mifune), qui els salva la vida en l'emboscada. 
Els samurais pretenen alliberar al camarlenc del clan i la seva família, que van ser capturats per culpa seva. Per començar, el petit grup allibera a l'esposa i a la filla del camarlenc, que estaven captives a casa seva. Quan l'esposa del camarlenc demana el nom al rōnin aquest mira al seu al voltant i, en veure unes camèlies, respon "Tsubaki Sanjuro", que literalment significa camèlia i trenta i escaig. Un nom que fa riure al grup. 
Després de diverses aventures i plans fallits, Sanjuro decideix infiltrar-se en territori enemic per esbrinar on es troba empresonat el camarlenc. Però la impaciència dels seus companys l'obliga a improvisar. Una vegada Sanjuro aconsegueix rescatar al camarlenc, la pel·lícula acaba amb un enfrontament entre ell i l'oficial corrupte Muroto Hanbei (Tatsuya Nakadai) per l'honor de tots dos.

## Repartiment
- Toshirō Mifune com a Sanjuro Tsubaki
- Tatsuya Nakadai com a Hanbei Muroto
- Iūzō Kayama com a Iori Izaka
- Reiko Dan com a Chidori
- Takashi Shimura com a Kurofuji
- Kamatari Fujiwara com a Takebayashi
- Takako Irie com a la dona de Mutsuta
- Masao Shimizu com a Kikui
- Iūnosuke Elō com a Mutsuta, el camarlenc

## Producció

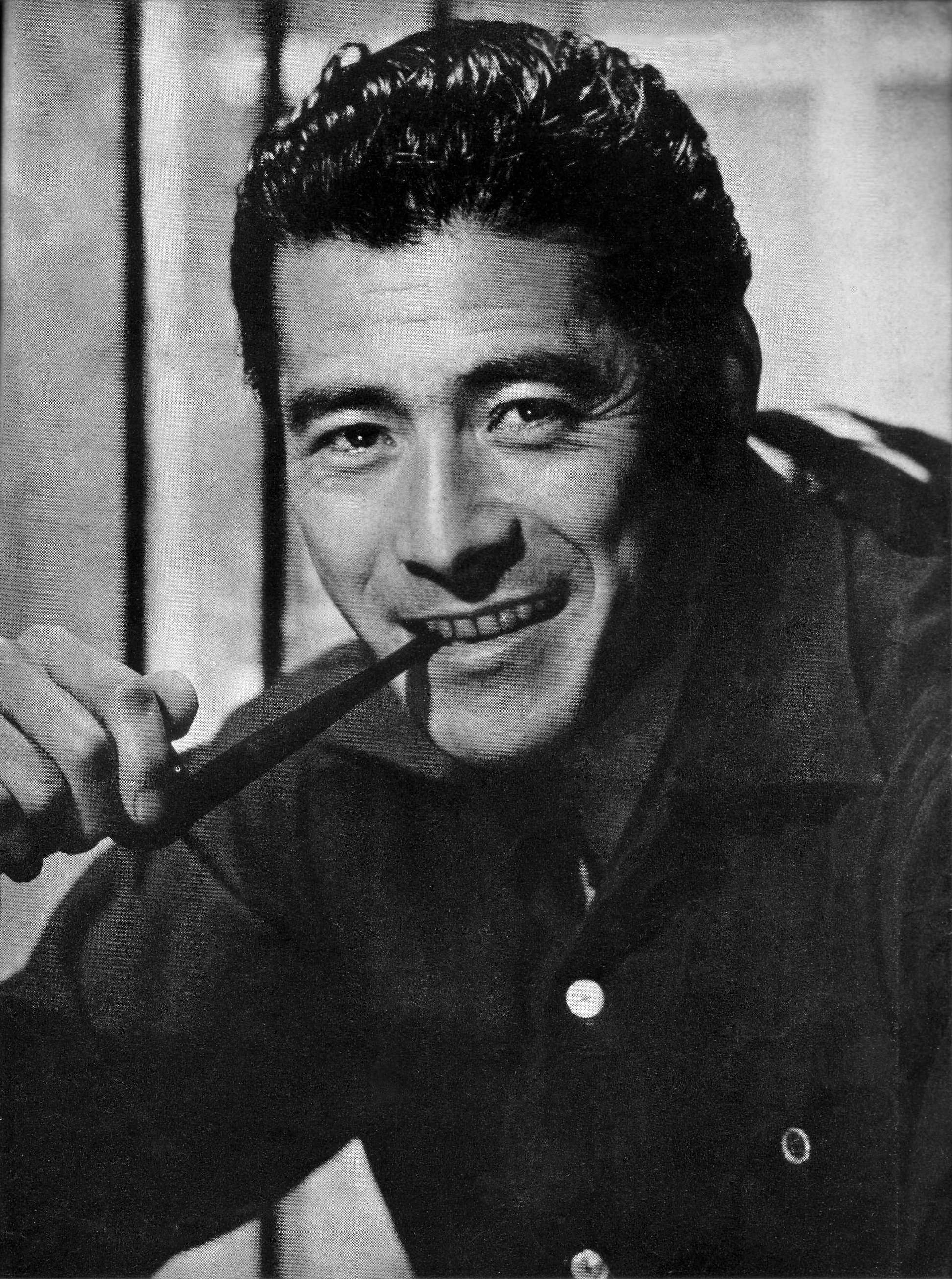
Toshirō Mifune, protagonista de la pel·lícula.

La història està basada, en gran part, en el conte "Dies Pacífics" (日日平安 Nichinichi hei-un) de Shūgorō Yamamoto . Originalment Sanjuro havia estat planejada com una adaptació directa del conte, però després de l'èxit de Yojimbo l'estudi va decidir convertir-la en una seqüela protagonitzada pel mateix antiheroi sense nom. Per això, Kurosawa va revisar el guió completament.
En el mateix documental Tatsuya Nakadai i el dissenyador de producció Yoshiro Muraki discuteixen la gran "explosió de sang" del clímax de la pel·lícula. Al moment en què la mànega del compressor subjecta a Nakadai va ser activada la mateixa va rebentar, causant un immens doll de sang. De fet la pressió va ser tan forta que gairebé va aixecar Nakadai del sòl i va requerir de tota la seva força per acabar l'escena.

## Estrena
Sanjuro va ser estrenada al Japó el primer de gener de 1962 pel distribuïdor Toho. Sanjuro va ser la pel·lícula més taquillera de Toho el 1962, i la segona mes taquillera de les produccions japoneses de 1962.
Una nova versió de la pel·lícula, titulada Tsubaki Sanjuro va ser dirigida el 2007 per Yoshimitsu Morita i protagonizanda per Yuji Oda.

## Valoració
La pel·lícula va ser ben rebuda pels crítics. Actualment ostenta un 100 % de crítiques positives en el lloc web Rotten Tomatoes, amb un índex mitjà de valoració de 8.4 de 10.